# Die große Keilerei
Die große Keilerei (auch: Kleiner, laß die Fetzen fliegen, engl. Battle Creek Brawl oder auch The Big Brawl) ist ein 1980 in den USA gedrehter Martial-Arts-Film mit Jackie Chan in der Hauptrolle. Regie führte Robert Clouse, der bereits 1973 mit Enter the Dragon einen großen Hit in den USA landete.

## Handlung
Jerry Kwan, ein in den USA der 1930er Jahre lebender Chinese, ist auch ein hervorragender Kung-Fu Kämpfer. Um für seinen Bruder Geld für dessen Privatklinik aufzutreiben, will er in der texanischen Kleinstadt Battle Creek am alljährlichen Prügelspektakel teilnehmen und das Preisgeld gewinnen.
Als die Mafia von seinen Kampfkünsten erfährt, kidnappen die Verbrecher jedoch die Freundin seines Bruders, um Jerry bei dem diesjährigen Battle Creek Brawl, der großen Keilerei für sich kämpfen zu lassen und ihren großen Widersacher, den Boxer Kiss, auszuschalten. Es gelingt Jerry in der Folge, sich gegen alle Widersacher durchzusetzen und die Freundin des Bruders zu retten.

## Kritik
„Ein handwerklich perfekter Film, der das Dekor der dreißiger Jahre sorgfältig rekonstruiert, aber seinen Unterhaltungswert allein in der Darstellung physischer Gewalt sucht.“